# Чиклайо
Чиклайо (на испански: Chiclayo; на кечуа: Chiklayu) е град и столица на регион Ламбайеке, Западно Перу. Населението на градската агломерация е 606 907 жители (по данни от преброяването от 2017 г.). Площта му е 6,211 кв. км. Намира се на 27 м н.в. на 13 километра от Тихия океан във вътрешността на страната и на 770 км от националната столица Лима. Пощенският му код е 14000 – 14013, а телефонния 74. Разполага с 9 университета и 6 музея.